# Чулпан (Янаульский район)
Чулпан (баш. Сулпан) — деревня в Янаульском районе Республики Башкортостан Российской Федерации. Входит в состав Истякского сельсовета.

## География

### Географическое положение
Расположена на реке Буй, у границы с Пермской областью. Расстояние до:
- районного центра (Янаул): 15 км,
- центра сельсовета (Истяк): 8 км,
- ближайшей ж/д станции (Янаул): 15 км.

## История
Деревня возникла до Великой Отечественной войны. Во время нее действовал колхоз «Ялкын».
В 1982 году — около 120 человек населения.
В 1989 году — 81 человек (36 мужчин, 45 женщин).
В 2002 году — 60 человек (29 мужчин, 31 женщина), башкиры (95 %).
В 2010 году — 56 человек (29 мужчин, 27 женщин).

## Население
| 2002 | 2009 | 2010 |
| ---- | ---- | ---- |
| 60   | ↗81  | ↘56  |